# Instytut Józefa Piłsudskiego Poświęcony Badaniu Najnowszej Historii Polski

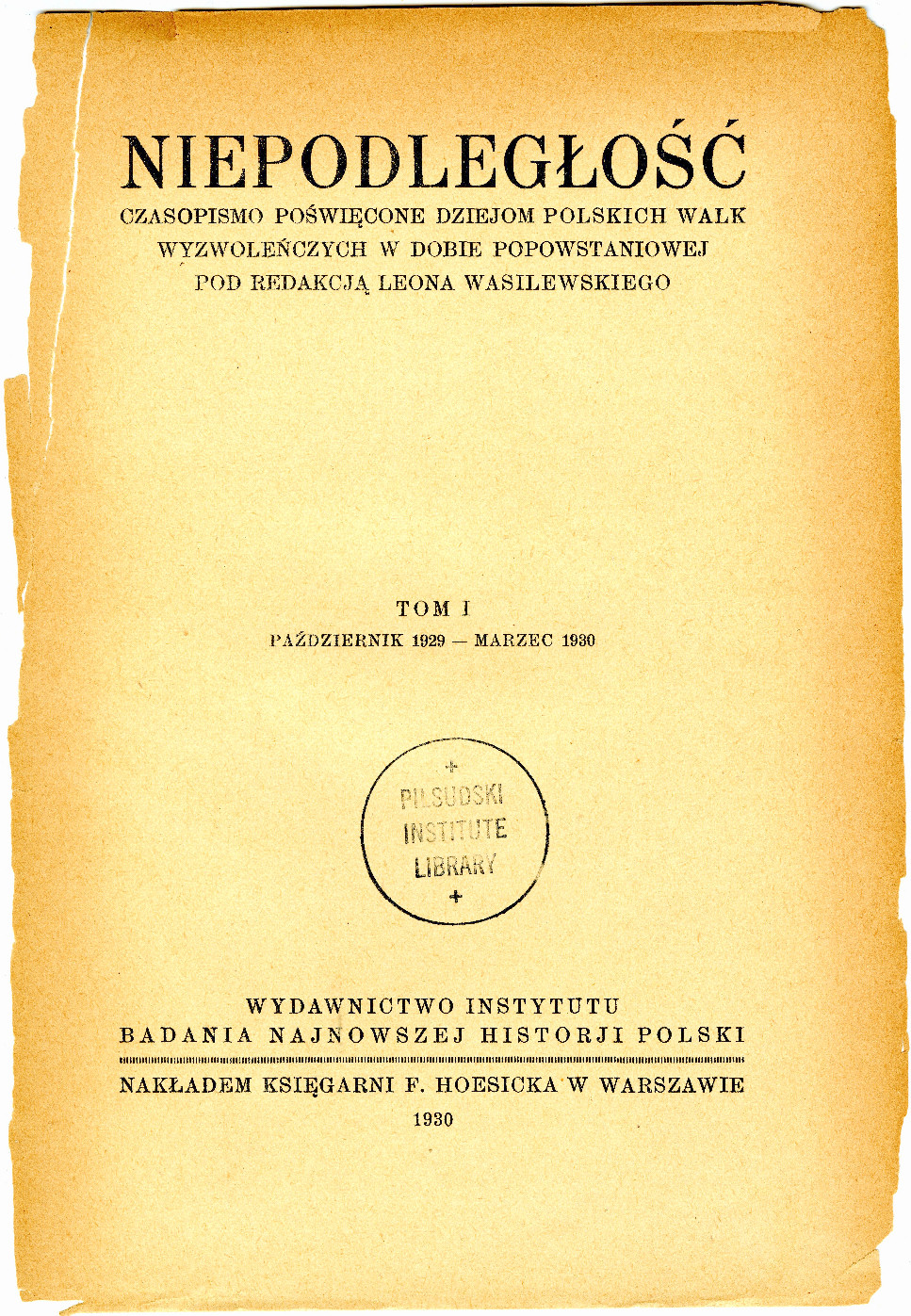
Strona tytułowa pierwszego numeru „Niepodległości”

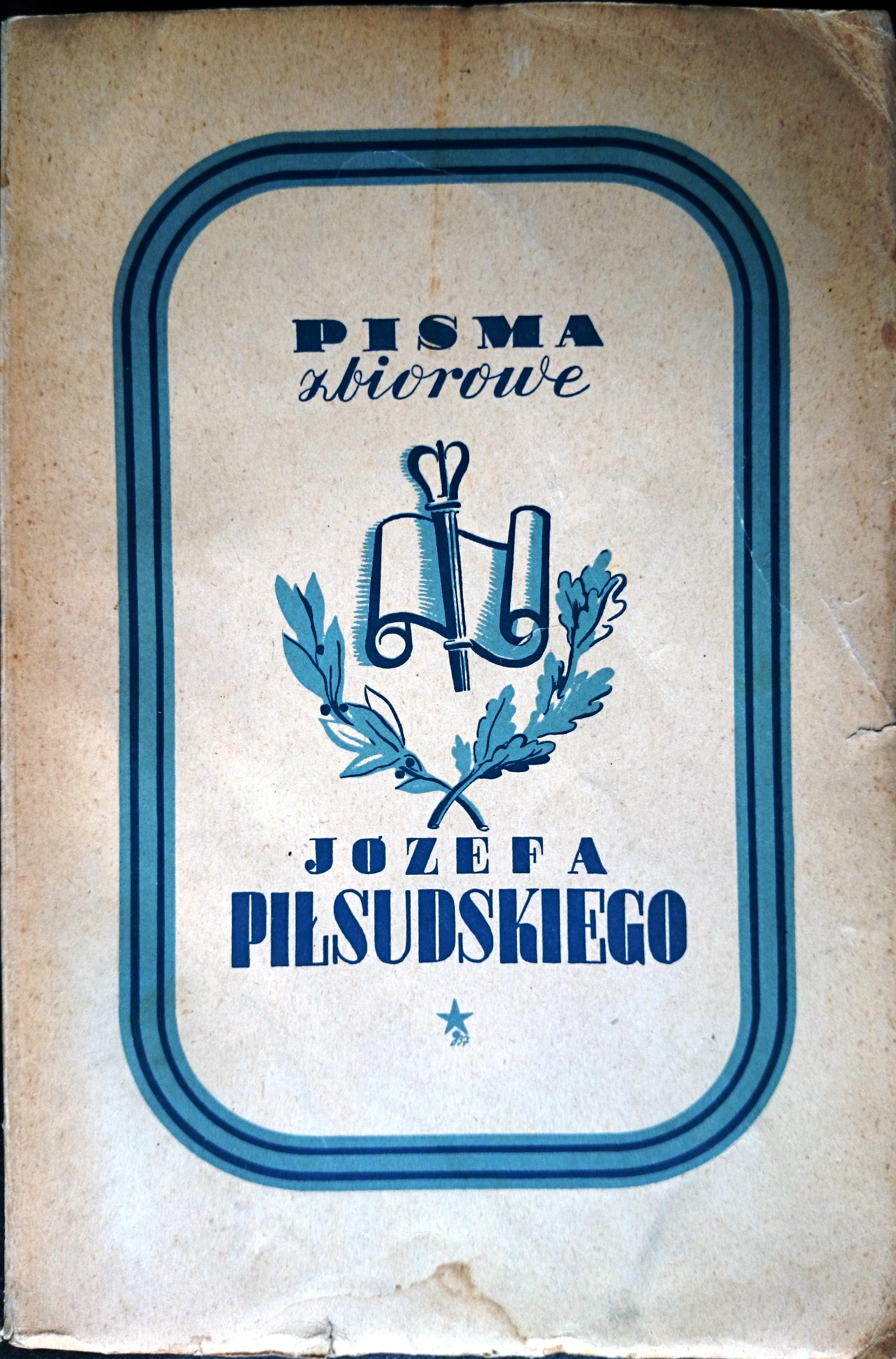
Okładka każdego z 10 tomów Pism zbiorowych Józefa Piłsudskiego według projektu Tadeusza Gronowskiego, wydanych przez Instytut

Instytut Józefa Piłsudskiego Poświęcony Badaniu Najnowszej Historii Polski − organizacja społeczna funkcjonująca w okresie II RP, której celem było prowadzenie badań historycznych nad historią najnowszą Polski, szczególnie aktywnością narodu polskiego w czasie I wojny światowej, walkach Legionów i innych polskich formacji wojskowych, okresem odzyskania Niepodległości i roli Józefa Piłsudskiego. W chwili obecnej istnieją trzy niezależne organizacje, które wywodzą się z Instytutu Józefa Piłsudskiego Poświęconego Badaniu Najnowszej Historii Polski oraz kontynuują działalność tej instytucji.

## Powstanie Instytutu
Inicjatywa stworzenia Instytutu poświęconego badaniu najnowszej historii Polski zrodziła się w 1923 w otoczeniu Józefa Piłsudskiego. Sam Marszałek wykazywał dużo zrozumienia dla wagi historii i osobiście pracował nad niektórymi zagadnieniami, jak. np. powstanie styczniowe. Pracami organizacyjnymi kierował Walery Sławek, współpracowali przy organizacji Aleksander Dębski, Aleksander Prystor, Wacław Sieroszewski, Adam Skwarczyński, Michał Sokolnicki, Artur Śliwiński, Kazimierz Świtalski i Leon Wasilewski. Po kilku spotkaniach, w marcu 1923 roku zwołane zostało pierwsze Walne Zebranie, na którym wybrano Zarząd, ustalono listę członków i statut, wniesiony celem zatwierdzenia do Ministerstwa Spraw Wewnętrznych. W myśl statutu celami Instytutu badań najnowszej historii Polski było: gromadzenie materiałów źródłowych do historii Polski (w okresie po powstaniach), badania tych materiałów i ich publikowanie oraz współpraca z instytucjami państwowymi i społecznymi w kraju i za granicą. Na fundusze instytutu miały się składać składki członkowskie, dary, zapisy i subsydia, oraz dochody z wydawnictw, odczytów itp.
W dniu 7 maja 1923 Ministerstwo Spraw Wewnętrznych zatwierdziło statut i Instytut rozpoczął swoją oficjalną działalność. Początkowo Instytut dysponował bardzo skromnymi zasobami, brak było lokalu, a zdobywane archiwa przechowywano prywatnie u członków zarządu. Kolejne Walne zebrania w marcu i listopadzie 1924 rozszerzyły listę członków; prezesem został Leon Wasilewski. Za podstawę działalności Instytutu uznano tworzenie archiwum, aby zgromadzić w nim wszystkie materiały źródłowe dotyczące okresu walk o niepodległość. Okólnik wydany przez Walerego Sławka do legionistów 15 listopada 1924 głosił: Chodzi tu o wytworzenie wielkiego archiwum, w którym by były zebrane dokumenty, wspomnienia, druki, odezwy, rozkazy, fotografie, listy a nawet uporządkowane notatki z okresów naszej pracy. Pożądane są materiały, świadczące nie tylko o naszym wysiłku, ale i o trudnościach, jakie nam czyniono zarówno ze strony obcych rządów, jak i własnego społeczeństwa.... Akcja zbierania materiałów archiwalnych obmyślana została na szeroką skale, nie tylko w postaci gromadzenia ich we własnym archiwom ale i poprzez ewidencjonowanie możliwie wszystkich materiałów źródłowych rozsypanych po kraju.
Przeszkodą w realizacji tych planów był brak dostatecznych środków finansowych (w pierwszym roku istnienia przychody Instytutu wynosiły 17 950 000 marek, równoważność 17 złotych), jak i fakt że założyciele Instytutu prowadzili intensywną działalność polityczną, która powodowała, że sprawy Instytutu były często odsuwane na dalszy plan.

## Lata 1926–1936
Jesienią 1926 roku Instytut zawarł umowę z szefem Wojskowego Biura Historycznego generałem brygady Julianem Stachiewiczem. Na podstawie tej umowy Wojskowe Biuro Historyczne przyjęło w depozyt archiwum, przydzieliło Instytutowi lokal i obiecało udzielić pomocy przy porządkowaniu aktów. To osiągnięcie stanowiło przełom w działalności Instytutu, pozwalając na rozszerzenie działalności zarówno archiwalnej jak i naukowej i wydawniczej. Dokooptowanie do Zarządu gen. Stachiewicza, wybitnego historyka i organizatora pomogło Instytutowi rozwijać się i rosnąć. Nowy statut, opracowany przez dr Wacława Lipińskiego został przyjęty 26 marca 1930, a zatwierdzony przez Rząd RP 30 kwietnia 1931. W nowym statucie zmieniono nieznacznie nazwę Instytutu, który stał się teraz Instytutem Badania Najnowszej Historii Polski. Po śmierci gen. Stachiewicza w 1934 roku, dr Wacław Lipiński – od kilku lat jego najbliższy współpracownik – przejął jego stanowisko (sekretarza generalnego) i rolę w Instytucie.
W okresie 1926–1936 nastąpił największy rozkwit działalności Instytutu, zarówno w zbieraniu i porządkowaniu archiwów jak i w działalności naukowej i wydawniczej.

## Reorganizacja po śmierci Marszałka
Po śmierci Józefa Piłsudskiego Instytut zdecydował wziąć na siebie prace historyczne i badawcze nad okresem jego życia i działalności. Przygotowano plany rozszerzenia działalności i nowy statut. Dzięki poparciu Marszałka Śmigłego-Rydza oraz generała Tadeusza Kasprzyckiego i innych Instytut otrzymał rozległy lokal w gmachu Generalnego Inspektoratu Sił Zbrojnych przy Alejach Ujazdowskich 1. Na zebraniu 15 listopada 1935 zapadła decyzja nadania Instytutowi uzyskał nowej nazwy, Instytut Józefa Piłsudskiego poświęcony badaniu najnowszej historii Polski. Walne zebranie członków zatwierdziło nowy statut i nazwę Instytutu 25 czerwca 1936 roku. Celem Instytutu według nowego statutu ma być prowadzenie naukowych badań historycznych, związanych z działalnością Józefa Piłsudskiego oraz Jego epoką. Instytut stał się, decyzją Rady Ministrów z 17 grudnia 1936 r. „stowarzyszeniem o wyższej użyteczności publicznej, ze wszystkimi przywilejami jakie przysługują z tego tytułu.”

## Działalność naukowa i wydawnicza

### „Niepodległość”
Jedną z ważniejszych działań Instytutu było wydawanie „Niepodległości”, organu Instytutu, którego wydawanie zostało wznowione po wojnie i który jest wydawany do dziś. Czasopismo to zostało zapoczątkowane w roku 1929 z inicjatywy prezesa instytutu Leona Wasilewskiego. Początkowo wydawane jako kwartalnik, przeszło w formę dwumiesięcznika i szybko stało się jedynym w Polsce czasopismem naukowych poświęconym okresowi odbudowy państwa Polskiego. W przedmowie do I zeszytu czasopisma redakcja określiła, że „Niepodległość” ...Ma się zająć polskim ruchem niepodległościowym i wszystkimi objawami życia, które się z nim bezpośrednio lub pośrednio wiążą, w okresie od upadku powstania styczniowego aż do momentu odbudowania Państwa Polskiego.

### Inne wydawnictwa
W pierwszym okresie Instytut wydał dwa tomy pamiętników pt. Wspomnienia Legionowe. Publikacja ta, wydana z inicjatywy Józefa Piłsudskiego a pod redakcją Janusza Jędrzejewicza, zawierała wspomnienia szeregu uczestników walk legionowych, z Józefem Piłsudskim na czele. Koszt wydania został pokryty z prywatnych dotacji, tomy drukowane były w drukarni robotniczej Czarskiego, która wkrótce zbankrutowała, co wstrzymało dalsze prace. Dopiero po przeniesieniu Instytutu do lokalu Wojskowego Biura Historycznego działalność wydawnicza nabrała kolorów. Przygotowano do druku drugie wydanie pracy Józefa Piłsudskiego pt. Rok 1920. Wpływy ze sprzedaży tego tomu w 1927 roku pokryły zadłużenie i pozwoliły rozpocząć dalszą działalność wydawniczą. Dużym wysiłkiem zaczęto przygotowywać kolejne tomy zbiorowego wydawnictwa dzieł Marszałka pt. Pisma – Mowy – Rozkazy. Pomiędzy latami 1930 i 1931 wydano kolejne osiem tomów tego zbioru, uzupełnione w latach 1930–1936 kolejnymi trzema tomami. W latach 1937–1938 wydano uzupełnione i krytycznie przejrzane wydanie pism pt. Pisma zbiorowe Józefa Piłsudskiego w 10 tomach. Oprócz tego Instytut wydawał inne prace, jak Polska Organizacja Wojskowa – Szkice i wspomnienia pod redakcją Juliana Stachiewicza i Wacława Lipińskiego, Wojna 1920 roku Lucjana Żeligowskiego, kilka książek historycznych Felicjana Sławoj-Składkowskiego i wiele innych.

## Zbiory
Zbieranie materiałów archiwalnych było jednym z podstawowych zadań Instytutu, i w pierwszych latach działania zebrano spory zasób archiwaliów. Przechowywane w mieszkaniach członków Instytutu zbiory były jednak fragmentaryczne i nieuporządkowane. Dopiero po przeniesieniu do nowej siedziby w Wojskowym Biurze Historycznym rozpoczęto systematyczne porządkowanie zbiorów. Według stanu z 1927, Instytut posiadał następujące zbiory: archiwum przechowywane w Belwederze, dotyczące okresu 1910 do 1918; zbiory pułkownika Walerego Sławka; zbiory Leona Wasilewskiego; zbiory Michała Sokolnickiego; zbiory Franciszka Studzińskiego i archiwum POW. Archiwum Belwederskie zawierało kolekcje dotyczące J. Piłsudskiego, PPS, Związku Strzeleckiego, Polskiej Organizacji Narodowej, Legionów Polskich, Polskiej Organizacji Wojskowej i wiele innych. Część zbiorów postanowiono oddać do macierzystych instytucji i urzędów, ale biorąc pod uwagę zaciągnięte już wobec ofiarodawców zobowiązania Instytutu, decydowano o każdym takim przekazaniu indywidualnie.
W latach 1929–1939 zbiory rosły szybko dzięki ofiarom działaczy niepodległościowych, wśród nich napłynęły dokumenty zebrane przez Hipolita Śliwińskiego, Teodora Furgalskiego, Bogusława Miedzińskiego, Walerego Sławka, Romana Góreckiego i Wacława Jędrzejewicza. Kompletowano też druki, odezwy, plakaty, czasopisma, fotografie, tworzono bibliotekę naukową (40 tys. tomów) i rozbudowywano muzeum o pieczęcie organizacji niepodległościowych, plakiety, medale itp. W ostatnich latach działalności (1937–1939) Instytut rozpoczął zbieranie relacji i wywiadów od żyjących uczestników ruchu legionowego. Od 1932 kierownictwo Archiwum przejęła Wanda Kiedrzyńska, z którą pracował Wacław Gąsiorowski i Adam Englert. Mimo niewątpliwie dużych osiągnięć archiwum do 1939 roku nie udało się opublikować inwentarzy zasobów archiwalnych.

## Instytuty po 1939 roku
Wybuch II wojny światowej spowodował decyzję o ewakuacji najcenniejszych dokumentów. 5 września 1939 roku pod kierownictwem majora Bolesława Waligóry, szefa Archiwum Wojskowego ewakuowano archiwa zapakowane w kilkanaście skrzyń. Trasa wiodła przez Ukrainę do Rumunii. Archiwa zostały rozdzielone, część trafiła przez Paryż do Londynu, część przez Bliski Wschód i Lizbonę do Ambasady RP w Waszyngtonie.

### Instytut Józefa Piłsudskiego w Ameryce
4 lipca 1943 roku trzej bliscy współpracownicy Marszałka Piłsudskiego, wraz z przedstawicielami Polonii amerykańskiej, założyli w Nowym Jorku Instytut Józefa Piłsudskiego w Ameryce Poświęcony Badaniu Najnowszej Historii Polski. Nowo powstała placówka nawiązywała do tradycji Instytutu Warszawskiego z celem kontynuowania jego zadań. Przekazane przez Ambasadę RP w Waszyngtonie uratowane dokumenty, tzw. Kolekcja Belwederska były zaczątkiem archiwum Instytutu, który szybko zaczął pozyskiwać kolejne zespoły archiwalne pochodzące od polskich ambasadorów i żołnierzy, instytucji i działaczy polonijnych, osiągając wielkość 245 mb w 179 zespołach archiwalnych.

### Instytut Józefa Piłsudskiego w Londynie
W marcu 1947 roku grupa polityków i współpracowników Marszałka, których losy zawiodły do Londynu, założyli Instytut Józefa Piłsudskiego Poświęcony Badaniu Najnowszej Historii Polski (J. Pilsudski Institute in London). Instytut ten, tak jak i nowojorski wywodzi się z Instytutu warszawskiego, i posiada ok. 200 zespołów archiwalnych o rozmiarze 20 metrów bieżących.

### Instytut Józefa Piłsudskiego w Warszawie
W roku 1999 powołano do życia Towarzystwo Przyjaciół Instytutów Józefa Piłsudskiego Zagranicą. Zadaniami tej organizacji była działalność na rzecz obu Instytutów i propagowanie wiedzy historycznej. W grudniu 2015 Towarzystwo przekształciło się w Instytut Józefa Piłsudskiego w Warszawie Poświęcony Badaniu Najnowszej Historii Polski.